# Punkt etapowy
Punkt etapowy – jeden z pięciu rysunków pokazujących życie na terenie getta warszawskiego i losy zamkniętych w nim dzieci. Ich autorem jest bliżej nieznany twórca podpisujący się jako Rozenfeld. Rysunek powstał najprawdopodobniej jesienią i zimą 1941 roku, prawdopodobnie na zamówienie twórców tzw. Archiwum Ringelbluma.
Integralną częścią rysunków są komentarze, zapewne odautorskie, opisujące przedstawioną scenę. Komentarze są spisane na 7 kartach tzw. Rękopisu Rozenfelda również przechowywanego w Żydowskim Instytucie Historycznym (ŻIH).

## Opis rysunku
Opis Punktu etapowego znajduje się na pierwszej karcie rękopisu (ŻIH ARG 581 Ring I/277). Zgodnie z nim na rysunku jest przedstawione pomieszczenie znajdujące się przy ul. Stawki 5/7, w którym mieściła się izba zatrzymań i punkt etapowy, którego kierownikiem był Henryk Kalmowicz. Trafiały tam dzieci zatrzymane przez granatową policję poza dzielnicą żydowską. Na punkcie etapowym czekały na rodziców, którzy musieli zapłacić kaucję lub, w wypadku sierot, na przekazanie do sierocińca lub internatu.
Rysunek pokazuje grupę dzieci schwytanych przez żydowską policję getta na szmuglowaniu żywności. Grupa zabiedzonych dzieci stoi pod ścianą po lewej stronie kompozycji. Jedno z nich przykucnięte, siedzi z kolanami podciągniętymi pod brodę, inne nie ma nogi i stoi wsparte o drewnianą kulę. W centrum, zwrócony plecami do widza, stoi policjant ubrany w długi płaszcz, oficerki i okrągłą czapkę. W splecionych z tyłu dłoniach trzyma pałkę. Po prawej stronie, za stołem, siedzi otyła kobieta. Na stole widać szklankę z łyżeczką.
Zdaniem Piotra Żuchowskiego, kuratora wystawy prezentującej m.in. rysunki Rozenfelda, w scenie wyraźny jest kontrast między wychudzonymi ofiarami a silnymi oprawcami. Jego zdaniem obecność w rysunkach dzieci symbolizuje bezwzględność getta.